# Dendermonde-i bölcsődei támadás

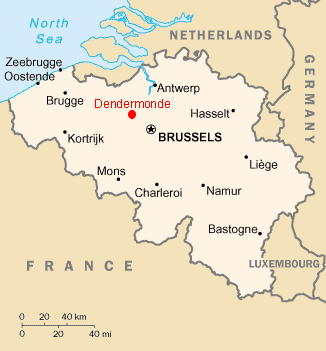
Dendermonde elhelyezkedése Belgiumban

A dendermonde-i bölcsődei támadás egy késeléses támadás volt Belgium Dendermonde régiójának Sint-Gillis-bij-Dendermonde falujának Fabeltjesland (Meseország) nevű bölcsődéjében amit Kim De Gelder hajtott végre. A támadásra közép-európai idő szerint 2009. január 23-án 10:00-kor került sor. A támadó három embert leszúrt, és tizenkettőt megsebesített. Úgy vélik, a bölcsőde soha többé nem fog újra kinyitni. A támadót a belga rendőrség hamarosan letartóztatta a közeli Lebbeke településen, ezzel feltehetően egy újabb támadást előztek meg, mivel a gyilkosnál három másik bölcsőde címét is megtalálták.

## A merénylet
Kim De Gelder, egy 20 éves sint-niklaasi belga férfi a "Fabeltjesland" bölcsődébe egy oldalsó, nyitott ajtón úgy jutott be, hogy azt állította, kérdése van, s belépett az egyik szobába. A jelentések szerint fehér-fekete smink volt rajta, haja pedig vörösre volt festve. Ezzel úgy nézett ki, mint Batman régi ellensége, Joker., bár nem biztos, hogy ez szándékos hasonlóság. Mindazonáltal a merényletre egy évvel és egy nappal Heath Ledgernek a halálát követően került sor, aki Jokert alakította A sötét lovagban. Összesen 18, három év alatti csecsemő és hat felnőtt volt a támadás pillanatában a bölcsődében. Két csecsemőt és egy felnőttet megölt, és legalább tíz másikat megsebesített, mikor a férfi a gyermekekre és a személyzetre támadt.  Három túlélő életveszélyes sérüléseket szerzett. Az elkövető saját kerékpárján hagyta el a helyszínt.

### Áldozatok
- Leon Garcia-Mannaert, egy hat hónapos fiú,
- Corneel Vermeir, egy kilenc hónapos fiú,
- Marita Blindeman, egy 54 éves dadus.[13] A jelentések azt is közölték, hogy több túlélő gyermeknél a csonkítások miatt plasztikai műtétet kellett végrehajtani.[14]

A belga televízióban megjelent első híradások arra utaltak, hogy öt ember meghalt, s tizenkettőt megsebesítettek, s ekkor a kormányzati tisztviselők még csak egy felnőtt és egy gyermek halálát erősítették meg.
Később ez a szám emelkedett, mivel egy újabb csecsemő halt bele a támadás során szerzett sérüléseibe. A kormány tisztviselője megnevezte a felnőtt áldozatot, aki az 54 éves Maia Blindeman volt, s nyilvánosságra hozták, hogy a meghalt gyermekek két év alatti fiúk voltak.

## A letartóztatás és következményei
Dendermonde polgármestere, Piet Buyse a következőket mondta: „A sebesülteknek gondját viseljük, és akik nem sebesültek meg, egy központba lettek szállítva, ahol a megfelelő segítséget nyújtani képes emberek várják őket. Sokkot kaptak. Még mindig nem tudjuk, ki volt a támadó.”
Röviddel a bölcsőde elhagyását követően már le is tartóztatták. Nagy erőkkel kezdték meg keresését, s egy rendőr rövid időn belül elfogta a közeli Lebbeke városában. Mivel elfogása alatt megsérült, az aalsti kórházba szállították.
Herman Van Rompuy belga miniszterelnök a központi kormány nevében részvétét fejezte ki, és azt mondta, az országot megrázta, ami történt, s gyászol.
A támadás estéjén megtartott sajtótájékoztatón Christian Du Four ügyész további információkkal szolgált a feltételezett elkövetővel kapcsolatban, mellyel egy sor korábbi feltételezést cáfolt meg. A következőket mondta:
Ő egy 20 éves belga férfi, aki a bűncselekmény elkövetésekor sem, drog, sem alkoholos ital hatása alatt nem állt. Furcsán viselkedik, ami ellehetetlenítette a kihallgatást. Nem kezelik egyetlen pszichiátriai intézetben sem.
A De Standaard című flamand újság az elkövetőt Jokerhez, Batman ellenségéhez hasonlította, mivel ugyanolyan sminket használt, és játszott a rendőrökel valamint kihallgatása alatt nevetett. Egy rendőr a következőket mondta: “Olyan volt az arca, mint Heath Ledgernek a Jokerben.” A támadásra pontosan egy évvel és egy nappal a színész halála után került sor.
Később a támadót megnevezték, mely szerint ő "Kim De Geloder". Hat, egy és hároméves kor közti gyermek súlyosan, további négy könnyebben megsérült, kilencen sérülés nélkül tudtak kimenekülni.
2009. január 25-én nagyjából 6000 ember vonult végig Dendermonde utcáin, s a bölcsőde előtt több száz csokrot és plüssállatot helyeztek el. Dendermonde polgármestere ekkor jelentette be, hogy a Tündérország bölcsőde soha többé nem fog kinyitni.
2009. január 26-án a belga hatóságok bejelentették, hogy egy újabb, immár negyedik gyilkossággal is meggyanúsítják Kim De Geldert, mégpedig egy 73 éves nő meggyilkolásával, akit január 16-án Antwerpen közelében lévő bevereni házában találtak meg leszúrva. Christian Du Four főügyész úgy nyilatkozott az újságíróknak, hogy nagyon világos nyomok utalnak a két ügy közötti összefüggésre. Mindennek ellenére de Gelder tagadja, hogy köze lenne az ügyhöz.

## Fordítás
- Ez a szócikk részben vagy egészben  a   Dendermonde nursery attack című angol Wikipédia-szócikk ezen változatának fordításán alapul.  Az eredeti cikk szerkesztőit annak laptörténete sorolja fel. Ez a jelzés csupán a megfogalmazás eredetét és a szerzői jogokat jelzi, nem szolgál a cikkben szereplő információk forrásmegjelöléseként.